# Godhed (fysik)
 For alternative betydninger, se Godhed. (Se også artikler, som begynder med Godhed)
Godhed eller Q(uality)-faktor er et mål for godheden eller kvaliteten af en resonanskreds. Resonanskredse reagerer stærkere på frekvenser tæt på kredsens resonansfrekvens, end den gør overfor andre frekvenser.
{\displaystyle Q={\frac {2\cdot \pi \cdot {\mbox{energi}}}{\mbox{energi tabt per svingning}}}}
På en graf, hvor der måles udslag som funktion af frekvensen, er båndbredden defineret ved frekvensbredden, hvor udslaget er faldet til halvdelen af de kraftigste udslag. Godheden Q er defineret som resonansfrekvensen f0 divideret med båndbredden Δ f = f2 – f1 (begge opgivet i Hz):
{\displaystyle Q={\frac {f_{0}}{\Delta f}}}

## Elektronik godhed
En elektrisk spoles (L) godhed ved en bestemt frekvens f(Hz) er:
{\displaystyle Q={\frac {2\pi fL}{R_{Lserie}}}}
I et RLC-resonanskredsløb, hvor RLserie er resonanskredsløbets serietabsmodstand (her antages at kondensatoren C ikke har nogen parallelmodstandstab):
{\displaystyle Q={\frac {1}{R_{Lserie}}}{\sqrt {\frac {L}{C}}}}